# Richard Ferrand

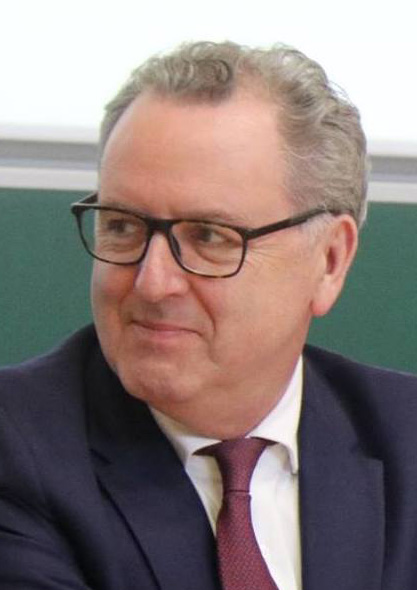
Richard Ferrand (2019)

Richard Ferrand (* 1. Juli 1962 in Rodez, Frankreich) ist ein französischer Politiker (seit 2016 La République en Marche, zuvor Parti Socialiste). Er gehörte seit 2012 der Nationalversammlung an und war vom 12. September 2018 bis zu seinem Ausscheiden aus dem Parlament im Juni 2022 ihr Präsident. Seit 2025 ist er Präsident des Conseil constitutionnel.

## Politische Laufbahn
Ab 1980 war Richard Ferrand Mitglied der Parti socialiste. Sein erstes politisches Mandat übte er als Mitglied des Conseil général im Département Finistère zwischen 1998 und 2011 aus. Von 2010 an war er Vorsitzender der sozialistischen Gruppe im Conseil regional der Bretagne, in der er seit Jahrzehnten lebt. Von 1998 bis 2012 war Ferrand der Leiter der Mutuelles de Bretagne (Krankenversicherungsvereine der Bretagne).
Bei der Parlamentswahl 2012 wurde er in seinem Wahlbezirk im Finistère in die Nationalversammlung gewählt. Dort war er unter anderem Berichterstatter zu den von Wirtschaftsminister Emmanuel Macron vorgeschlagenen Gesetzen zur Liberalisierung (Loi Macron). 
Er schloss sich als erster Abgeordneter der 2016 von Emmanuel Macron begründeten Bewegung En Marche (LaREM) an und wurde im Oktober 2016 deren Generalsekretär, woraufhin er seinen Gruppen-Vorsitz im Regionalrat der Bretagne ruhen ließ. Nach Macrons Sieg bei der Präsidentschaftswahl 2017 trat er im Mai 2017 aus der Parti socialiste aus und organisierte die Kandidatur von En Marche für die Parlamentswahl im Juni 2017.
Ferrand war in der ersten Regierung des neugewählten Präsidenten Macron ab Mai 2017 Minister für den territorialen Zusammenhalt, musste aber nach Bekanntwerden der Vorwürfe wegen Günstlingswirtschaft nach einem Monat zurücktreten. 
Ab Juni 2017 war er Fraktionsvorsitzender der LaREM in der Nationalversammlung. Das Amt übte er als einer der wenigen langjährig erfahrenen Politiker von REM zurückhaltend aus, sodass ihn Le Parisien „die traurige Gestalt der Macron-Ära“ nannte. 
Am 12. September 2018 wurde er zum neuen Präsidenten der Nationalversammlung gewählt, was wegen der andauernden Ermittlungen gegen Ferrand für Kritik sorgte und Zweifel aufkommen ließ, ob der wegen unpopulärer Entscheidungen unter Druck stehende Macron damit ein Aufbruchssignal setzen könne.
Bei den Wahlen zur Nationalversammlung 2022 verlor Ferrand seinen Wahlkreis im zweiten Wahlgang knapp mit 49,13 % der abgegebenen gültigen Stimmen an die Kandidatin der Sozialistischen Partei, Mélanie Thomin, die für das Linksbündnis NUPES angetreten war, und schied damit aus dem Parlament aus. Er gehörte damit zu einer Reihe von Spitzenpolitikern der LREM, denen der Wiedereinzug ins Parlament nicht gelang.
Am 19. Februar 2025 wurde Ferrand von Präsident Macron zum Mitglied des Conseil constitutionnel und zu dessen Präsidenten ernannt.

## Ermittlungen wegen Begünstigung
Im Mai 2017 machte die Wochenzeitschrift Le Canard enchaîné öffentlich, dass die Mutuelles de Bretagne, die Ferrand damals leitete, 2011 Räume von dessen Lebensgefährtin angemietet hatten, was zu strafrechtlichen Ermittlungen wegen des Verdachts der Günstlingswirtschaft führte.